# Mammal Species of the World
Mammal Species of the World е таксономичен и географски справочник за всички бозайници по света. Издава се в САЩ в печатен и електронен вариант. От 1982 г. до днес са издадени три печатни издания.

## История на изданията
Първото издание е публикувано за пръв път през 1982 г. от Association of Systematics Collections (ASC) и Allen Press. То обобщава труда на екип от 189 професионални учени занимаващи се с бозайници от 23 страни по света. Справочникът включвал описания на 4170 вида бозайници.
Заедно с публикуването на първото издание започва работата и по второто. То е осъществено през 1993 г. като база данни за бозайниците базирана на това издание е представена и в интернет. Изданието е допълнено със 171 нови вида бозайници (общо – 4629 вида).
През 2002 г. започва работата над третото издание на справочника. През декември 2005 г. е издадено в два тома. То бива значително допълнено от нови видове (още 260), добавени са подвидовете и съществуващите синоними (37 378 синонима). Така размерът на третото издание се е увеличил двукратно. Същото е достъпно и в интернет. Третото издание включва описание на 5416 вида бозайници.

## Издания
Първо издание:
- J. et al. (eds.) Honacki. 1982. Mammal species of the world: A taxonomic and geographic reference (1st ed), Allen Press and the Association of Systematics Collections.

Второ издание:
- Wilson, D.E. & Reeder, D.M. (eds.) 1993. Mammal Species of the World: A Taxonomic and Geographic Reference (2nd ed), Smithsonian Institution Press, Washington D.C., 1206 pp.

Трето издание:
- Mammal Species of the World: A Taxonomic and Geographic Reference / Edited by D. E. Wilson, D. M. Reeder. – 3rd ed. – Baltimore, Maryland: The Johns Hopkins University Press, 2005. – Vol. 1 and 2. – 2142 p. – ISBN 0-8018-8221-4
- База данни за бозайниците в един файл за изтегляне
- Онлайн справочник
- Онлайн справочник в сайта www.vocabularyserver.com Архив на оригинала от 2011-03-26 в Wayback Machine.